# Студзениці (Битівський повіт)
Студзениці (пол. Studzienice, нім. Stüdnitz) — село в Польщі, у гміні Студзениці Битівського повіту Поморського воєводства.
Населення — 880 осіб (2011).
У 1975-1998 роках село належало до Слупського воєводства.

## Демографія
Демографічна структура станом на 31 березня 2011 року:
|          | Загалом | Допрацездатний вік | Працездатний вік | Постпрацездатний вік |
| -------- | ------- | ------------------ | ---------------- | -------------------- |
| Чоловіки | 425     | 89                 | 303              | 33                   |
| Жінки    | 455     | 103                | 283              | 69                   |
| Разом    | 880     | 192                | 586              | 102                  |